# Nycticeius humeralis
Nycticeius humeralis es una especie de murciélago de la familia Vespertilionidae.

## Distribución geográfica
Se encuentra en los Estados Unidos y México. Las muestras de Cuba ahora se consideran una especie distinta Hall 1981.

## Subespecies
Hall y Kelson (1959) y Simmons (2005) reconocen tres subespecies:
- Nycticeius humeralis humeralis (Rafinesque, 1818)
- Nycticeius humeralis mexicanus Davis, 1944
- Nycticeius humeralis subtropicalis Schwartz, 1951